# Frank Rickard
Pour les articles homonymes, voir Rickard.
Wilbert Franklin (Frank) Rickard (7 janvier 1884-19 janvier 1975) est un agriculteur et homme politique canadien de l'Ontario. Il est député fédéral libéral de la circonscription ontarienne de Durham de 1935 à 1945.

## Biographie
Né à Clarke Township en Ontario, Rickard fréquente les écoles publiques de Newcastle. Il entame une carrière publique en tant que préfet de Clarke Township et également comme préfet du comté de Northumberland.
Élu député de Durham à la Chambre des communes du Canada en 1935 et réélu en 1940, il est défait en 1945.